# Conxita Herrero
Conxita Herrero   (el Prat de Llobregat, 1993) és una dibuixant de còmics pratenca, considerada promesa del còmic d'avantguarda i cantant. Va estudiar a l'Escola Massana (Barcelona). Ha publicat diversos fanzines a mode d'auto-edició i també ha participat en fanzines col·lectius i feministes com Bulbasur i Hits with tits. El 2014, col·labora amb una il·lustració a VICE.

## Biografia
El 2016, publica Gran bola de helado amb l'editorial independent Apa Apa Comics, un còmic formar per 17 històries curtes sobre la quotidianitat de les protagonistes, publicació que la porta, el 2017, a estar nominada al premi a l'autora revelació del Saló Internacional del Còmic de Barcelona. Mitjançant aquest esdeveniment, el 2017 també participa amb els seus dibuixos a la publicació d'un dossier contra la censura i sobre la llibertat d'expressió, impulsat pel diari Ara.
D'altra banda, la seva faceta artística s'amplia com a cantant a Tronco, el projecte musical autoeditat pop, punk i experimental que ha impulsat conjuntament amb el seu germà Fermín i que l'ha portat a participar el 2016 al concurs de maquetes musicals "Autoplacer" i a fer diversos concerts, entre els quals els dels "Vespres de la UB" i a La Capsa. El 2016 publiquen el seu primer LP-debut amb la discogràfica independent Elefant Records.

## Obra
Còmic
- Gran bola de helado (Apa Apa Comics, 2016) ISBN 978-84-92615-18-6

Música
- Tronco - Abducida por formar una pareja (Elefant Records, 2016)